# Quœux-Haut-Maînil
Quoeux-Haut-Maînil – miejscowość i gmina we Francji, w regionie Hauts-de-France, w departamencie Pas-de-Calais.
Według danych na rok 1990 gminę zamieszkiwały 273 osoby, a gęstość zaludnienia wynosiła 23 osób/km² (wśród 1549 gmin regionu Nord-Pas-de-Calais Quoeux-Haut-Maînil plasuje się na 950. miejscu pod względem liczby ludności, natomiast pod względem powierzchni na miejscu 229.).